# رودولف مارلوث
هيرمان فيلهلم رودولف مارلوث (بالألمانية: Hermann Wilhelm Rudolf Marloth)‏ ‏(28 ديسمبر 1855 - 15 مايو 1931) عالِم نبات ألماني جنوب إفريقي، وصيدلي وكيميائي تحليلي. إشتُهِر بدراستِه للنباتات في جنوب أفريقيا، والتي نشَرها في سِت مُجلدات مُصورة بطريقة رائعة بالفترة بين (1913-1932). ويُعرف إختصاراً كعالم نبات بمارلوث.